# Ilioparsis
Ilioparsis é um gênero de traça pertencente à família Agonoxenidae.